# ACS Poli Timișoara
A ACS Poli Timișoara Temesvár 2012-ben alapított labdarúgócsapata, amely a Román labdarúgó-bajnokság első osztályában szerepel. Az 1921-ben alapított FC Politehnica Timișoara jogutóda, amely csapat 2011-12-es szezonban csődbe ment.

## Története
2012 nyarán az ACS Recas költözött át Temesvárra és ACS Poli Timișoara névre nevezték át a FC Politehnica Timișoara csődbe menése után. A klub edzője továbbra is Valentin Velcea maradt. A klub kapta meg a helyi hatóságoktól a legtöbb költségvetést.
2012. december 7-én Temesvár polgármestere bejelentette, hogy az ACS Poli megkapta a Marian Iancu és a FC Politehnica Timişoara színét és a 2013-14-es szezontól használják, valamint ACS Poli nevet használják.

## Jelenlegi keret
2013. július 18. szerint.
| #  |            | Poszt | Név                |
| -- | ---------- | ----- | ------------------ |
| 1  | Portugália | K     | Nuno Claro         |
| 3  | Románia    | V     | Ion Dragu          |
| 4  | Románia    | V     | Eduard Nicola      |
| 5  | Románia    | KP    | Adrian Poparadu    |
| 7  | Venezuela  | CS    | Jorge Luis Ruiz    |
| 8  | Románia    | KP    | Ovidiu Petre (csk) |
| 10 | Argentína  | KP    | Nicolas Gorobsov   |
| 11 | Románia    | KP    | Florin Nanu        |
| 13 | Románia    | V     | Cristian Scutaru   |
| 14 | Románia    | CS    | Székely Szabolcs   |
| 15 | Románia    | V     | Cristian Bocșan    |
| 16 | Románia    | KP    | Cristian Boldea    |
| 17 | Szenegál   | KP    | Souleymane Keita   |

| #   |            | Poszt | Név                 |
| --- | ---------- | ----- | ------------------- |
| 18  | Románia    | KP    | Alexandru Popovici  |
| 19  | Szerbia    | V     | Marko Marović       |
| 20  | Románia    | V     | Florin Nohai        |
| 21  | Románia    | KP    | Răzvan Trandu       |
| 22  | Románia    | K     | Valentin Coca       |
| 24  | Románia    | V     | Claudiu Belu        |
| 27  | Románia    | KP    | Răzvan Moldovan     |
| 25  | Románia    | KP    | Cristian Bărbuț     |
| 29  | Románia    | K     | Eduard Pap          |
| 30  | Románia    | V     | Alin Șeroni         |
| 55  | Szerbia    | V     | Aleksandar Petrović |
| TBA | Portugália | CS    | José Furtado        |

## Sikerek
- Liga II:
  - ezüstérmes: 2012-13